# Blijnii Hutor
Blijnii Hutor (in russo Ближний Хутор)  è un comune della Moldavia controllato dalla autoproclamata repubblica di Transnistria. È compreso nel distretto di Slobozia ed ha 5.500 abitanti (dato 2004)
È situato a 2 km a nord di Tiraspol